# 唯心一刀流
唯心一刀流（ゆいしんいっとうりゅう）とは、古藤田俊直（唯心）の系統の一刀流。「古藤田一刀流」とも呼ばれる。剣術だけでなく槍術も含むなど、一刀流の古い形態を伝えていた。

## 歴史
戦国時代の後北条氏の家臣であった古藤田俊直は、新当流の剣術と槍術に通じていたが、天正12年（1584年）に相模を訪れた伊藤一刀斎と試合をして敗れ、伊藤の門人となり、剣術と槍術を学んだ。
俊直は自らの武術を子孫に伝えた。他の系統の一刀流の多くが剣術専門流派となる中で、俊直の系統は槍術も伝え続けた。
俊直の孫の古藤田俊定が大垣藩（戸田家）に200石で召し抱えられ、古藤田家は幕末まで代々、大垣藩の一刀流剣術・槍術師範を務めた。
俊定は『一刀流剣法口伝之書』（『一刀斎先生剣法書』とも呼ばれる）、『剣術大意集』を著した。俊定の弟子に杉浦正景、正木流を開いた正木俊光らがいる。
古藤田家が仕えた大垣藩のほか、笠間藩、喜連川藩、磐城平藩、徳山藩などで伝えられ、特に笠間藩では示現流と並んで藩の剣術の二大流派であった。
笠間藩に伝わった系統から、山本鉄之丞、猪瀬虎之助を輩出している。

## 流名について
古藤田俊直は「一刀流」を名乗っていた。孫の俊定は一時「唯心流」と称したが「一刀流」に戻し、以後、古藤田家では「一刀流」を名乗っていた。
「唯心一刀流」と名乗ったのは、俊定の弟子の杉浦正景からである。

## 内容
剣術、槍術を伝えていた。